# Thames Measurement

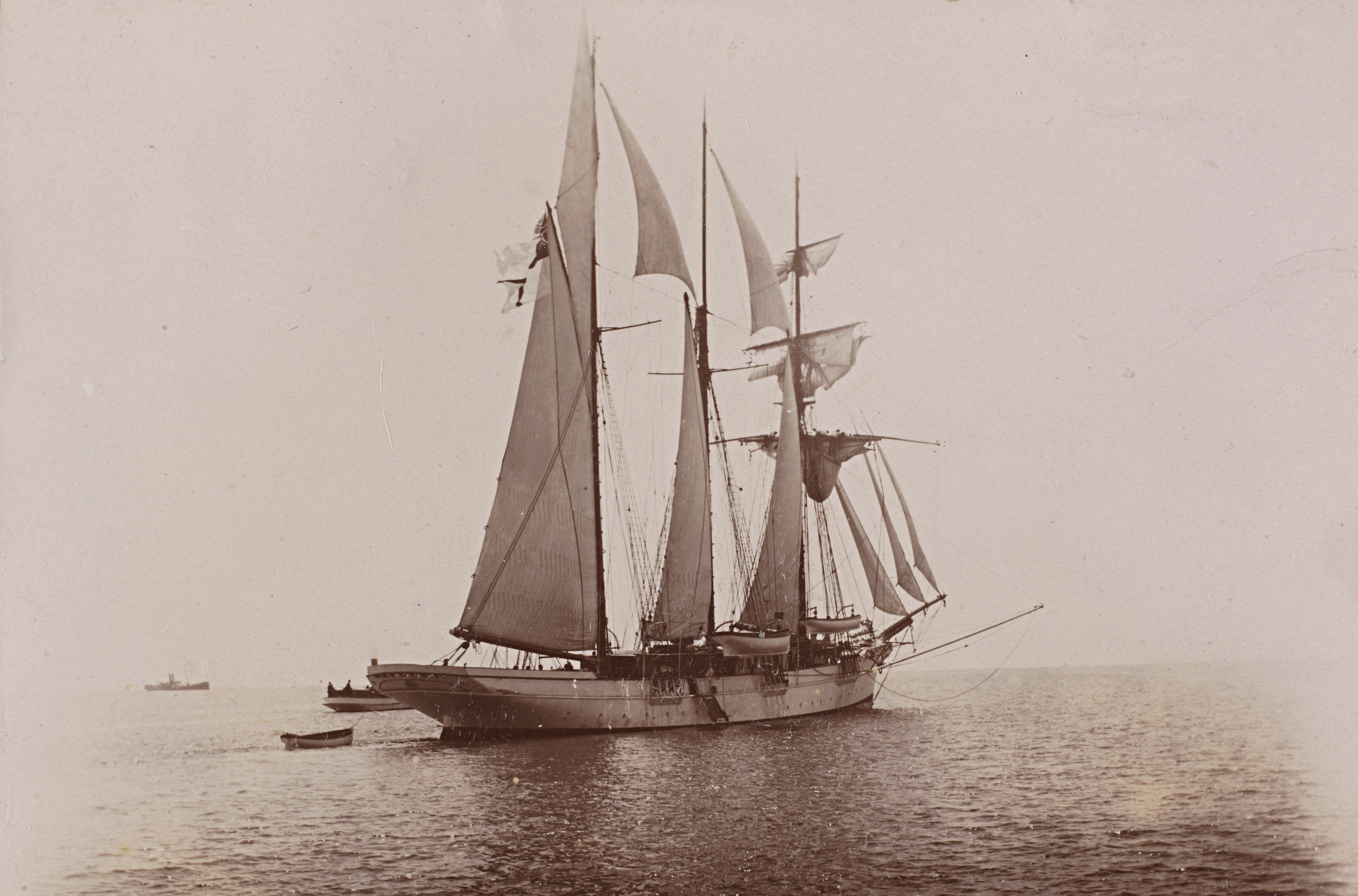
Sunbeam, de 1874, 532 tonneaux suivant la jauge Thames Measurement

Le Thames Measurement est une ancienne jauge de course britannique définie en 1855 par le Royal Thames Yacht Club afin d'établir un classement équitable entre voiliers de différents tonnages participant à une régate. Elle est adoptée en 1876 par la Yacht Racing Association qui la remplace par d'autres jauges à partir de 1880. 

## Historique
La jauge adoptée par le Royal Thames Yacht Club (RTYC) est une jauge au volume issue de la jauge des constructeurs de la Tamise (Thames builders), le Builder's Old Measurement, qui servait à déterminer le tonnage d'un navire.  
Employée entre les années 1855 et 1886 en association avec une table d'allégeance de temps suivant le tonnage, elle est adoptée en 1876 par la Yacht Racing Association, modifiée en 1880 par l'YRA pour une autre formule de jauge au tonnage, puis remplacée en 1886 par une jauge basée sur la longueur et la voilure créée par Dixon Kemp pour l'YRA.

## Formule de la jauge
La formule consiste à déterminer le tonnage d'un navire, donc son volume : 
{\displaystyle Thames\ Tonnage={\frac {({Longueur}-{Bau})\cdot {Bau}\cdot {\frac {Bau}{2}}}{94}}},
avec les paramètres suivants :
- {\displaystyle Longueur} est la longueur entre la pointe de l'étrave et la partie la plus en arrière de l'étambot, mesurée à hauteur du pont,
- {\displaystyle Bau} est le maître bau, la largeur maximum du navire.

Le résultat du calcul donne un tonnage à partir d'un volume en pied cube, le diviseur 94 étant hérité de la jauge Builder's Old Measurement utilisant un coefficient de bloc de 0,62 pour évaluer la forme de la coque à partir de ses dimensions principales.

## Calcul du temps compensé
Le fait d'avoir évalué le tonnage des bateaux, ce qui permet de les organiser en classes distinctes pour établir l'ordre d'arrivée dans chaque classe, laisse envisager d'allouer à chaque tonnage un « temps rendu » à un bateau de plus petit tonnage. Cette compensation des temps réels de course par une allégeance de temps par rapport au temps réel chronométré en course, Time allowance en anglais, est utilisée pour la première fois dans une régate du RTYC le 29 janvier 1849 pour la régate Erith à Nore et retour : une demi-minute par tonne. Une table des temps rendus, Time allowance table, est ensuite établie par le RTYC.
Un bateau de 40 tonnes à la jauge du Builder's Old Measurement partait donc avec un handicap de (40 - 20)*0,5 = 10 minutes par rapport à un bateau de 20 tonnes, sur le parcours Erith-Nore-Erith, sans présumer de la durée effective de la course qui dépendrait des conditions météorologiques. Il fallait au 40 tonnes arriver au moins 10 minutes avant le 20 tonnes pour être classé avant lui.
L'historien du nautisme Daniel Charles précise cependant que les premières courses à la voile à handicap organisées par la Cumberland Fleet (Thames Yacht Club en 1823, puis Royal Thames Yacht Club) dataient de 1775. La jauge utilisée à cette époque était une ancienne version du tonnage en douane type Builder's Old Measurement.